# Mats Hummels
Mats Julian Hummels (Bergisch Gladbach, Renania del Norte-Westfalia, 16 de diciembre de 1988) es un exfutbolista alemán que jugaba como defensa. Jugó para el Bayern de Múnich, el Borussia Dortmund y la A. S. Roma, además de la selección de fútbol de Alemania, siendo considerado como uno de los mejores defensas de su generación y de la historia de su país.
Se formó en la cantera del Bayern de Múnich antes de unirse al Borussia Dortmund en calidad de cedido en enero de 2008 y fichar oficialmente por el Dortmund en febrero de 2009 por 4 millones de euros. Se reincorporó al Bayern en 2016 por una tarifa no revelada y fue vendido de nuevo al Dortmund tres años después, tras haber ganado la Bundesliga en todas sus temporadas en Múnich. Ha disputado más de 500 partidos en total con el Dortmund, ganando la Bundesliga dos veces y quedando segundo en la UEFA Champions League en 2013 y 2024.
Hummels ha sido parte de la selección nacional de Alemania desde 2010, sumando más de 70 partidos internacionales hasta la fecha y representando a Alemania en las Copas Mundiales de la FIFA de 2014 y 2018, y en las Eurocopas de 2012, 2016 y 2020.

## Trayectoria
Hummels nació en Bergisch Gladbach en Alemania. Su padre, Hermann Hummels, fue también futbolista y responsable de la cantera del Bayern de Múnich hasta que fue reemplazado en marzo de 2012 por el exfutbolista Stephan Beckenbauer, hijo de Franz Beckenbauer. Su hermano menor, Jonas Hummels, milita en el Unterhaching.

### Bayern de Múnich
Desde los seis años, Hummels jugó en las categorías inferiores del Bayern de Múnich, donde comenzó jugando de delantero hasta que su padre le retrasó hasta la defensa siendo un adolescente. El 19 de diciembre de 2006, firmó su primer contrato profesional con el club con plazo hasta 2010. Debutó con el primer equipo el 19 de mayo de 2007, en el último partido de la temporada 2006/07, frente al Maguncia 05, con victoria por 5-2 a favor de los bávaros.

### Borussia Dortmund

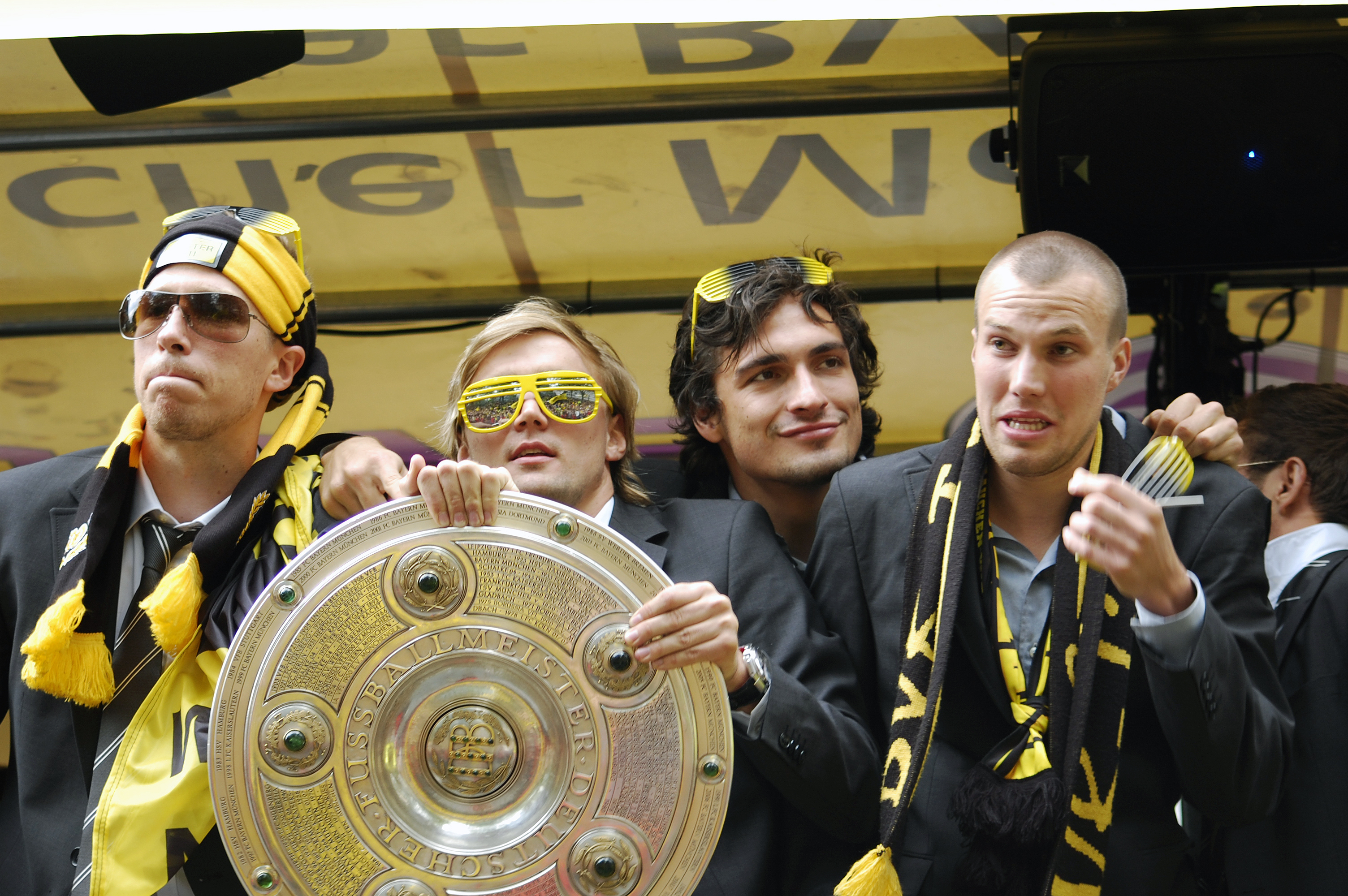
Hummels celebrando la consecución de la Bundesliga 2010/2011 junto a sus compañeros.

Sin oportunidades en Múnich, se unió en enero de 2008 al Borussia Dortmund, en calidad de cedido. En su primera temporada completa, se estableció rápidamente como titular, conformando el centro de la defensa habitual junto al serbio Neven Subotić (también nacido en diciembre de 1988); sin embargo, se perdió los últimos meses debido a una lesión que lo alejó de los terrenos de juego. En febrero de 2009, firmó de manera definitiva con el club de Dortmund, que pagó al Bayern un monto cercano a los cuatro millones de euros.
La campaña 2010/11 fue incluso mejor que la anterior. Ya consolidado como un pilar en la defensa, ayudó al Dortmund a lograr el mejor récord defensivo en la Bundesliga y a la consecución del título de liga. El gran desempeño de Hummels le permitió ganarse los elogios de la prensa y entrenadores en general, siendo considerado uno de los mejores defensas en la Bundesliga y en Europa. El Borussia Dortmund consiguió el bicampeonato la siguiente temporada. Incluso, Hummels anotó uno de los goles con los que el club de Dortmund venció 5-2 frente a su exequipo, el Bayern de Múnich en la final de la Copa de Alemania 2011/12. El 3 de junio de 2012, Hummels extendió su contrato con el Borussia Dortmund hasta el verano de 2017.
El 9 de agosto de 2014, en medio de especulaciones sobre su posible traspaso, Hummels fue nombrado capitán del equipo.
El 28 de abril de 2016, por medio de su portal web, el Borussia Dortmund anunció el deseo del jugador de dejar el club para fichar por el Bayern de Múnich.

### Regreso al Bayern de Múnich
El 10 de mayo de 2016, el Bayern de Múnich anuncio el traspaso del defensa a su plantilla, por un valor aproximado de 38 millones de euros, siendo este el segundo fichaje para la temporada 2016-17.

### Regreso al Borussia Dortmund
El 19 de junio de 2019 se confirmó su retorno al Borussia Dortmund por un periodo de tres años a cambio de 38 millones de euros. Su marcha del Bayern de Múnich se debía a que hubiese tenido difícil la titularidad para la temporada 2019-20. Consiguió su primer título tras su vuelta en la temporada 2020-21, ganando la Copa de Alemania 2020-21. El 19 de febrero de 2023 jugó su partido número 454, ganando 4-1 al Hertha Berlín, posicionándose como el segundo jugador con más partidos en el Borussia Dortmund por delante de Roman Wiedenfeller, siendo únicamente superado por Michael Zorc con 572 apariciones.El 24 de mayo de ese mismo año extendió su contrato hasta 2024.
El 10 de abril de 2024, Hummels jugó su partido número 500 con el Borussia Dortmund, enfrentándose al Atlético de Madrid en los cuartos de final de la Champions League. Un mes más tarde, el 7 de mayo, anotó de cabeza el único gol en la victoria a domicilio por 1-0 contra el Paris Saint-Germain, en la vuelta de las semifinales de la Champions League, convirtiéndose así en el jugador alemán de mayor edad (35 años y 143 días) en anotar en la fase final de la competición, y consiguiendo la clasificación de su club a la final por tercera vez en su historia.

### A. S. Roma
El 14 de junio de 2024 se anunció que dejaría el Borussia al final de la temporada, al no haber renovado su contrato. Como agente libre, el 4 de septiembre fue fichado por la Roma. Hummels celebró su primera aparición en el once inicial en la quinta jornada de la Europa League en un empate 2-2 contra el Tottenham Hotspur con un empate tardío con un cabezazo.
El 4 de abril de 2025, anunció su retiro del fútbol profesional para el final de la temporada 2024-25 del fútbol italiano y con ello, 17 años de carrera deportiva.

### Retiro en Borussia Dortmund
El 10 de agosto de 2025, después de haber finalizado su etapa con la Roma, Hummels firmo un contrato de un partido con el Borussia Dortmund para disputar un partido amistoso de pretemporada contra la Juventus de Turín. Ingresó en el campo unos minutos, fue recibido entre aplausos y homenajeado por los ex compañeros en el Signal Iduna Park.

## Selección nacional

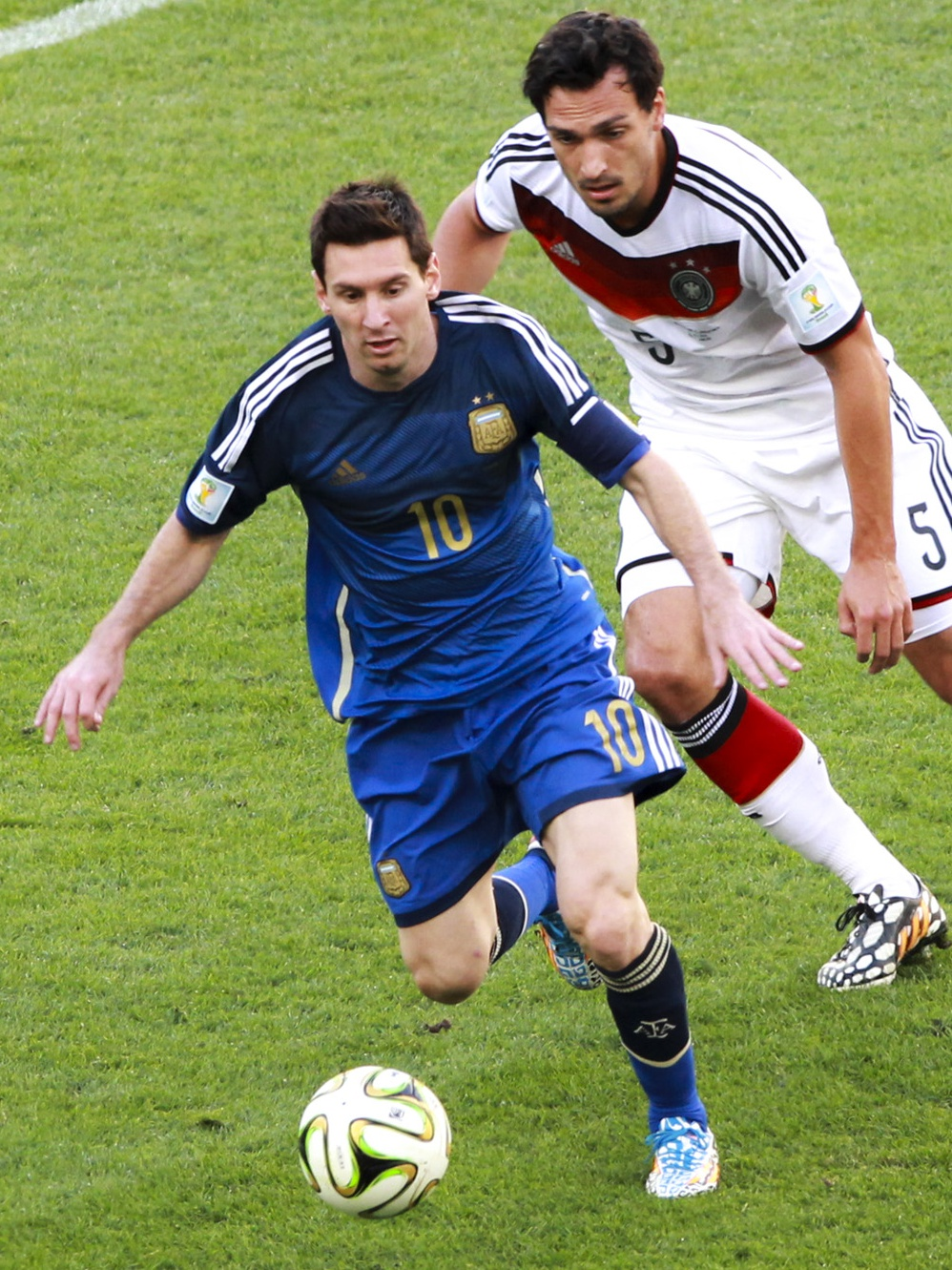
Lionel Messi luchando el balón contra Mats Hummels en la final de Brasil 2014

Hummels es internacional con la selección de fútbol de Alemania, con la cual lleva disputados 76 partidos y ha anotado 5 goles.
Fue parte del equipo que campeonó en la Eurocopa Sub-21 de 2009, realizada en Suecia. Pese a jugar poco en los primeros cuatro encuentros de Alemania, fue titular en la final que vencieron por 4-0 frente a Inglaterra, jugando de mediocentro defensivo.
Su debut con la absoluta se produjo en un amistoso ante Malta disputado el 13 de mayo de 2010 en Aquisgrán. El 26 de mayo de 2012 anotó su único tanto con la selección hasta ahora frente a Suiza, en un encuentro amistoso que culminó 5-3 a favor de los alemanes. Hummels fue titular en la escuadra alemana que disputó la Eurocopa 2012 y jugó todos los partidos sin cometer ninguna falta en los primeros cuatro.
El 8 de mayo de 2014, Hummels fue incluido en la lista preliminar de 30 jugadores por el entrenador Joachim Löw con miras a la fase final de la Copa del Mundo. Fue ratificado entre los 23 jugadores que viajarán a Brasil el 2 de junio.
Durante la Copa Mundial de Fútbol de 2014, en Brasil, realizó un buen trabajo consiguiendo consagrarse campeón con la selección alemana. Fue determinante para su llegada a la final, anotando dos goles. Sus actuaciones hicieron que fuese nominado para ganar el Balón de Oro del Mundial.
El 4 de junio de 2018 el seleccionador Joachim Löw lo incluyó en la lista de 23 para el Mundial. Fueron eliminados en la primera fase tras perder ante Corea del Sur.
En noviembre de 2022 no fue convocado con la selección alemana para la Copa Mundial de Fútbol de 2022 en Catar. En mayo de 2024 nuevamente no fue convocado a la selección alemana y fue excluido del plantel de jugadores para la Eurocopa de 2024, que se organizó en su país natal.

### Participaciones en Copas del Mundo
| Mundial                        | Sede   | Resultado    | Partidos | Goles |
| ------------------------------ | ------ | ------------ | -------- | ----- |
| Copa Mundial de Fútbol de 2014 | Brasil | Campeón      | 6        | 2     |
| Copa Mundial de Fútbol de 2018 | Rusia  | Primera fase | 2        | 0     |

### Participaciones en Eurocopas
| Copa                    | Sede              | Resultado        | Partidos | Goles |
| ----------------------- | ----------------- | ---------------- | -------- | ----- |
| Eurocopa Sub-21 de 2009 | Suecia            | Campeón          | 2        | 0     |
| Eurocopa 2012           | Polonia y Ucrania | Semifinal        | 5        | 0     |
| Eurocopa 2016           | Francia           | Semifinal        | 4        | 0     |
| Eurocopa 2020           | Europa            | Octavos de final | 4        | 0     |

## Vida personal

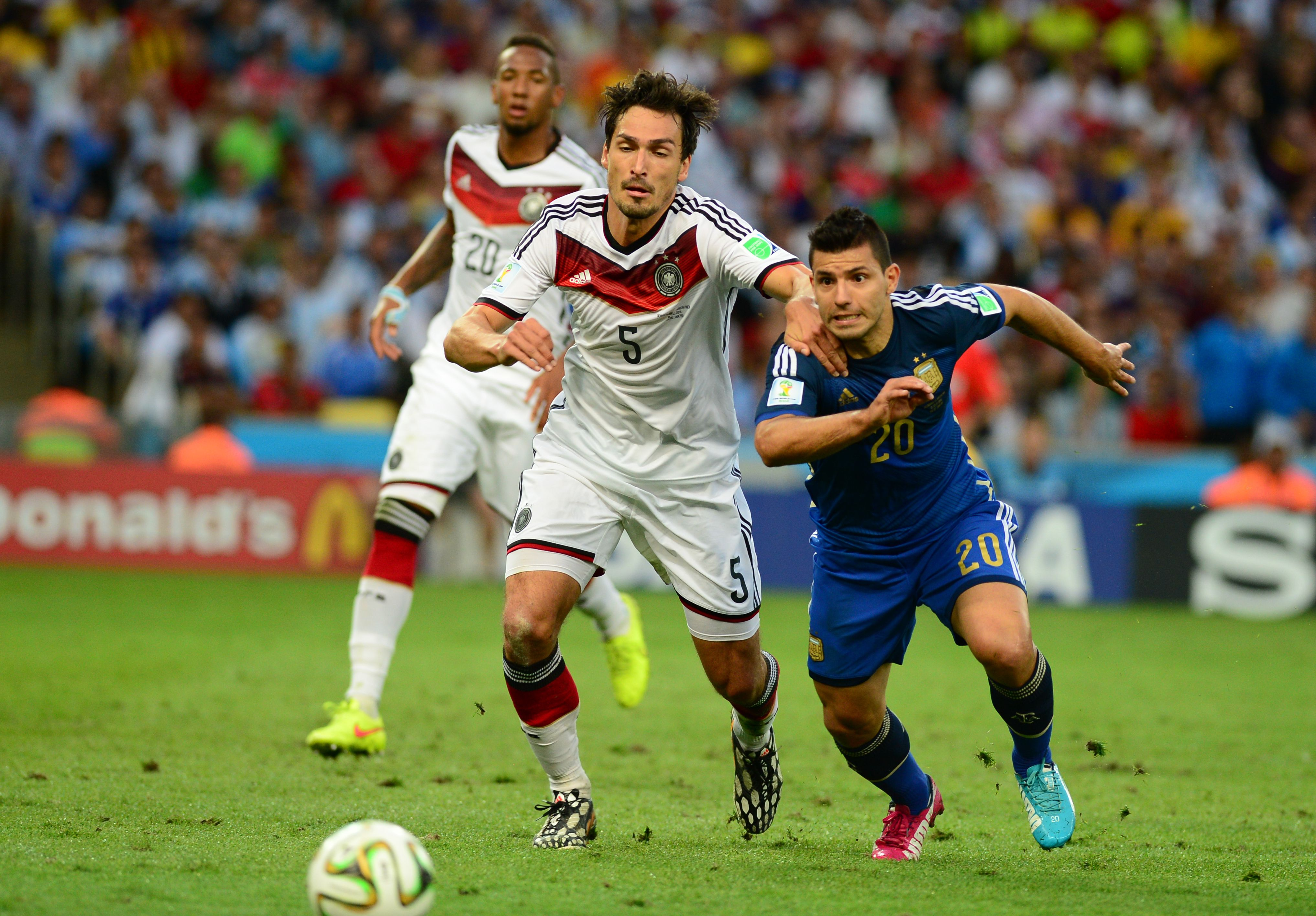
Hummels en la Final de la Copa del mundo de 2014

El 15 de junio de 2015 se casó con Cathy Fischer en Múnich. Se casó en el registro civil Mandelstraße en Berlín.El 11 de enero de 2018 nace su primer hijo.En 2022 se hizo público que Fischer y Hummels se habían divorciado.
En agosto de 2017 se une al proyecto Common Goal (una iniciativa de Juan Mata), siendo así el segundo futbolista en donar el 1% de su sueldo a un fondo colectivo que apoyará organizaciones de fútbol como herramienta para generar desarrollo social sostenible en todo el mundo.
En sociedad con Lukas Podolski, en noviembre de 2023 creó la Baller League en Alemania, un torneo profesional de showbol con un formato similar al de la Kings League y pensado para ser transmitido por plataformas de streaming. Un año después se anunció que la competición se expandiría desde Alemania a Inglaterra, contando con la adhesión de celebridades de Internet como IShowSpeed y KSI y de futbolistas retirados como Luis Figo, John Terry y Robert Pires entre otros.

## Estadísticas

### Clubes
Actualizado al último partido disputado el 25 de mayo de 2025. Resaltadas temporadas en calidad de cesión.
| Club | Temporada             | Div.                  | Liga  | Liga  | Liga   | Copa (1) | Copa (1) | Copa (1) | Internacional (2) | Internacional (2) | Internacional (2) | Otras (3) | Otras (3) | Otras (3) | Total | Total | Total  |
| Club | Temporada             | Div.                  | Part. | Goles | Asist. | Part.    | Goles    | Asist.   | Part.             | Goles             | Asist.            | Part.     | Goles     | Asist.    | Part. | Goles | Asist. |
| --- | --------------------- | --------------------- | ----- | ----- | ------ | -------- | -------- | -------- | ----------------- | ----------------- | ----------------- | --------- | --------- | --------- | ----- | ----- | ------ |
| F. C. Bayern II Alemania | 2005-06               | 3.ª                   | 1     | -     | -      | -        | -        | -        | -                 | -                 | -                 | -         | -         | -         | 1     | -     | 0      |
| F. C. Bayern II Alemania | 2006-07               | 3.ª                   | 31    | 2     | -      | -        | -        | -        | -                 | -                 | -                 | -         | -         | -         | 31    | 2     | 0      |
| F. C. Bayern Alemania | 2006-07               | 1.ª                   | 1     | -     | -      | 1        | -        | -        | -                 | -                 | -                 | -         | -         | -         | 2     | -     | 0      |
| F. C. Bayern II Alemania | 2007-08               | 3.ª                   | 10    | 3     | -      | -        | -        | -        | -                 | -                 | -                 | -         | -         | -         | 10    | 3     | 0      |
| Total F. C. Bayern II | Total F. C. Bayern II | Total F. C. Bayern II | 42    | 5     | 0      | 0        | 0        | 0        | 0                 | 0                 | 0                 | 0         | 0         | 0         | 42    | 5     | 0      |
| B. V. Borussia Alemania | 2007-08               | 1.ª                   | 13    | -     | -      | 3        | -        | -        | -                 | -                 | -                 | -         | -         | -         | 16    | -     | 0      |
| B. V. Borussia Alemania | 2008-09               | 1.ª                   | 12    | 1     | -      | 1        | -        | -        | 1                 | -                 | -                 | -         | -         | -         | 14    | 1     | 0      |
| B. V. Borussia Alemania | 2009-10               | 1.ª                   | 30    | 5     | 2      | 3        | -        | 1        | -                 | -                 | -                 | -         | -         | -         | 33    | 5     | 3      |
| B. V. Borussia Alemania | 2010-11               | 1.ª                   | 32    | 5     | 1      | 2        | -        | -        | 8                 | 1                 | -                 | -         | -         | -         | 42    | 6     | 1      |
| B. V. Borussia Alemania | 2011-12               | 1.ª                   | 33    | 1     | 2      | 6        | 1        | -        | 6                 | 1                 | -                 | 1         | -         | -         | 46    | 3     | 2      |
| B. V. Borussia Alemania | 2012-13               | 1.ª                   | 28    | 1     | 3      | 2        | 1        | -        | 11                | 1                 | 1                 | 1         | -         | -         | 42    | 3     | 4      |
| B. V. Borussia Alemania | 2013-14               | 1.ª                   | 23    | 2     | 2      | 4        | -        | -        | 6                 | -                 | -                 | 1         | -         | -         | 34    | 2     | 2      |
| B. V. Borussia Alemania | 2014-15               | 1.ª                   | 24    | 2     | -      | 4        | -        | -        | 4                 | -                 | -                 | -         | -         | -         | 32    | 2     | 0      |
| B. V. Borussia Alemania | 2015-16               | 1.ª                   | 30    | 2     | 2      | 6        | -        | -        | 14                | 1                 | 2                 | -         | -         | -         | 50    | 3     | 4      |
| F. C. Bayern Alemania | 2016-17               | 1.ª                   | 27    | 1     | 2      | 5        | 2        | -        | 9                 | -                 | -                 | 1         | -         | 1         | 42    | 3     | 3      |
| F. C. Bayern Alemania | 2017-18               | 1.ª                   | 26    | 1     | 2      | 5        | 1        | 1        | 9                 | 1                 | 1                 | 1         | -         | -         | 41    | 3     | 4      |
| F. C. Bayern Alemania | 2018-19               | 1.ª                   | 21    | 1     | 1      | 5        | -        | 1        | 6                 | 1                 | -                 | 1         | -         | -         | 33    | 2     | 2      |
| Total F. C. Bayern | Total F. C. Bayern    | Total F. C. Bayern    | 75    | 3     | 5      | 16       | 3        | 2        | 24                | 2                 | 1                 | 3         | 0         | 1         | 118   | 8     | 9      |
| B. V. Borussia Alemania | 2019-20               | 1.ª                   | 31    | 1     | 3      | 2        | -        | -        | 8                 | -                 | -                 | -         | -         | -         | 41    | 1     | 3      |
| B. V. Borussia Alemania | 2020-21               | 1.ª                   | 33    | 5     | -      | 5        | 1        | -        | 9                 | -                 | -                 | 1         | -         | -         | 48    | 6     | 0      |
| B. V. Borussia Alemania | 2021-22               | 1.ª                   | 23    | 1     | 1      | 2        | -        | -        | 7                 | -                 | -                 | -         | -         | -         | 32    | 1     | 1      |
| B. V. Borussia Alemania | 2022-23               | 1.ª                   | 30    | 1     | 0      | 4        | -        | -        | 4                 | -                 | -                 | -         | -         | -         | 38    | 1     | 0      |
| B. V. Borussia Alemania | 2023-24               | 1.ª                   | 25    | 3     | 0      | 2        | -        | -        | 12                | 1                 | 1                 | -         | -         | -         | 26    | 2     | 0      |
| Total B. V. Borussia | Total B. V. Borussia  | Total B. V. Borussia  | 367   | 30    | 16     | 46       | 3        | 1        | 90                | 5                 | 4                 | 4         | 0         | 0         | 494   | 36    | 20     |
| A. S. Roma Italia | 2024-25               | 1.ª                   | 14    | 0     | 0      | 1        | 0        | 0        | 5                 | 1                 | 0                 | -         | -         | -         | 20    | 1     | 0      |
| Total A. S. Roma | Total A. S. Roma      | Total A. S. Roma      | 1     | 0     | 0      | 0        | 0        | 0        | 0                 | 0                 | 0                 | 0         | 0         | 0         | 1     | 0     | 0      |
| Total carrera | Total carrera         | Total carrera         | 485   | 38    | 21     | 62       | 6        | 3        | 114               | 7                 | 5                 | 7         | 0         | 1         | 669   | 49    | 29     |
| (1) Incluye datos de la DFB-Pokal (2006-Act.). (2) Incluye datos de la Liga Europa (2007-09, 2010-11, 2015-16); Liga de Campeones (2011-2015, 2016-Act.). (3) Incluye datos de la DFL-Supercup (2011-13, 2016-Act.). |                       |                       |       |       |        |          |          |          |                   |                   |                   |           |           |           |       |       |        |

### Selección nacional
La siguiente tabla detalla los encuentros disputados y los goles marcados por Hummels con la selección alemana.
| Selección | Año   | Amistoso | Amistoso | Amistoso | Clasificación | Clasificación | Clasificación | Copa Mundial | Copa Mundial | Copa Mundial | Eurocopa | Eurocopa | Eurocopa | Total | Total | Total |
| Selección | Año   | PJ       | G        | A        | PJ            | G             | A             | PJ           | G            | A            | PJ       | G        | A        | PJ    | G     | A     |
| --------- | ----- | -------- | -------- | -------- | ------------- | ------------- | ------------- | ------------ | ------------ | ------------ | -------- | -------- | -------- | ----- | ----- | ----- |
| Alemania  | 2010  | 2        | 0        | 0        | -             | -             | -             | -            | -            | -            | -        | -        | -        | 2     | 0     | 0     |
| Alemania  | 2011  | 6        | 0        | 1        | 4             | 0             | 0             | -            | -            | -            | -        | -        | -        | 10    | 0     | 1     |
| Alemania  | 2012  | 4        | 1        | 0        | 2             | 0             | 1             | -            | -            | -            | 5        | 0        | 0        | 11    | 1     | 1     |
| Alemania  | 2013  | 4        | 1        | 1        | 1             | 0             | 0             | -            | -            | -            | -        | -        | -        | 5     | 1     | 1     |
| Alemania  | 2014  | 2        | 0        | 0        | 2             | 0             | 0             | 6            | 2            | 0            | -        | -        | -        | 10    | 2     | 0     |
| Alemania  | 2015  | 1        | 0        | 0        | 5             | 0             | 0             | -            | -            | -            | -        | -        | -        | 6     | 0     | 0     |
| Alemania  | 2016  | 3        | 0        | 0        | 4             | 0             | 1             | -            | -            | -            | 4        | 0        | 1        | 11    | 0     | 2     |
| Alemania  | 2017  | 3        | 0        | 0        | 4             | 1             | 0             | -            | -            | -            | -        | -        | -        | 7     | 1     | 0     |
| Alemania  | 2018  | 2        | 0        | 0        | 4             | 0             | 0             | 2            | 0            | 0            | -        | -        | -        | 8     | 0     | 0     |
| Alemania  | 2019  | -        | -        | -        | -             | -             | -             | -            | -            | -            | -        | -        | -        | -     | -     | -     |
| Alemania  | 2020  | -        | -        | -        | -             | -             | -             | -            | -            | -            | -        | -        | -        | -     | -     | -     |
| Alemania  | 2021  | 2        | 0        | 1        | -             | -             | -             | -            | -            | -            | 4        | 0        | 1        | 6     | 0     | 2     |
| Alemania  | 2022  | -        | -        | -        | -             | -             | -             | -            | -            | -            | -        | -        | -        | -     | -     | -     |
| Alemania  | 2023  | 2        | 0        | 0        | -             | -             | -             | -            | -            | -            | -        | -        | -        | 2     | 0     | 0     |
| Total     | Total | 27       | 2        | 2        | 26            | 1             | 2             | 8            | 2            | 0            | 9        | 0        | 1        | 78    | 5     | 7     |

## Palmarés

### Títulos nacionales
| Título                | Club              | País     | Año  |
| --------------------- | ----------------- | -------- | ---- |
| 1. Bundesliga         | Borussia Dortmund | Alemania | 2011 |
| 1. Bundesliga         | Borussia Dortmund | Alemania | 2012 |
| Copa de Alemania      | Borussia Dortmund | Alemania | 2012 |
| Supercopa de Alemania | Borussia Dortmund | Alemania | 2013 |
| Supercopa de Alemania | Borussia Dortmund | Alemania | 2014 |
| Supercopa de Alemania | Bayern de Múnich  | Alemania | 2016 |
| 1. Bundesliga         | Bayern de Múnich  | Alemania | 2017 |
| Supercopa de Alemania | Bayern de Múnich  | Alemania | 2017 |
| 1. Bundesliga         | Bayern de Múnich  | Alemania | 2018 |
| Supercopa de Alemania | Bayern de Múnich  | Alemania | 2018 |
| 1. Bundesliga         | Bayern de Múnich  | Alemania | 2019 |
| Copa de Alemania      | Bayern de Múnich  | Alemania | 2019 |
| Supercopa de Alemania | Borussia Dortmund | Alemania | 2019 |
| Copa de Alemania      | Borussia Dortmund | Alemania | 2021 |

### Títulos internacionales
| Título                 | Club (*)        | Sede   | Año  |
| ---------------------- | --------------- | ------ | ---- |
| Eurocopa Sub-21        | Alemania sub-21 | Suecia | 2009 |
| Copa Mundial de Fútbol | Alemania        | Brasil | 2014 |

(*) Incluyendo la selección.

### Distinciones individuales
| Distinción                          | Año                                      |
| ----------------------------------- | ---------------------------------------- |
| Equipo del año según la ESM         | 2011, 2012                               |
| Nominado al FIFA/FIFPro World XI    | 2012, 2013, 2014, 2015, 2016, 2017, 2018 |
| Mejor equipo del Mundial            | 2014                                     |
| Equipo de las estrellas del Mundial | 2014                                     |
| Equipo Ideal de la Liga Europa      | 2016                                     |
| Equipo del año de la Bundesliga     | 2016, 2017, 2018                         |